# سليمان باشا السلحدار
سليمان باشا السلحدار (بالتركية: Silahdar Süleyman Paşa)‏ كان الصدر الأعظم للدولة العثمانية في الفترة ما بين 12 نوفمبر 1712 حتى 6 أبريل 1713.  تولى منصب قبطان باشا البحرية العثمانية (أدميرال).

## وفاته
توفي سليمان باشا معدما بأمر من السلطان أحمد الثالث في 1715م.

## أنظر أيضا
- قائمة قباطين البحر العثمانيين.
- قائمة الصدور العظام للدولة العثمانية